# Satyrotaygetis cecilia
Satyrotaygetis cecilia är en fjärilsart som beskrevs av Jean Baptiste Boisduval 1870. Satyrotaygetis cecilia ingår i släktet Satyrotaygetis och familjen praktfjärilar. Inga underarter finns listade.